# Thoriumdisilicid
Thoriumdisilicid ist eine anorganische chemische Verbindung aus Thorium und Silicium. Die Verbindung wurde zuerst 1942 von Georg Brauer und A. Mitius ausführlich beschrieben. Neben dieser Verbindung sind mit Trithoriumdisilicid, Thoriummonosilicid, Trithoriumpentasilicid und Th6Si11 noch weitere Thoriumsilicide.

## Gewinnung und Darstellung
Thoriumdisilicid wurde 1905 durch Reaktion von Thoriumdioxid mit Silicium in einem Lichtbogen und 1907 von Otto Hönigschmid aus den Elementen bei 1000 °C in Gegenwart von Aluminium als Lösungsmittel gewonnen.

## Eigenschaften
Thoriumdisilicid ist ein schwarzer Feststoff. Sie besitzt eine hexagonale Kristallstruktur mit der Raumgruppe P6/mmm (Raumgruppen-Nr. 191) vom Aluminiumdiboridtyp. Es existiert auch eine Hochtemperaturform die ab 1300 °C aus der Niedertemperaturform entsteht. Diese besitzt eine tetragonale Kristallstruktur mit der Raumgruppe I41/amd (Raumgruppen-Nr. 141).